# Social Path
«Social Path» — один из двух заглавных синглов (наряду с «Super Bowl») японоязычного мини-альбома Social Path / Super Bowl южнокорейского бой-бэнда Stray Kids, выпущенный лейблом Epic Records Japan 30 августа 2023 года.

## Предпосылки и композиция
26 июня 2023 года Stray Kids анонсировали свой первый мини-альбом, запланированный к выпуску 6 сентября. Название альбома Social Path / Super Bowl и его список композиций были раскрыты 27 июля, подтвердив двойной заглавный сингл «Social Path» с участием японской певицы LiSA и японскую версию «Super Bowl». Песня была описана как рок-сингл, выражающий опыт обоих артистов в музыкальной карьере, а также сильную веру и решимость. Песня была выпущена 30 августа, за неделю до релиза мини-альбома. Корейская версия была включена в восьмой корейскоязычный мини-альбом Rock-Star.

## Музыкальный видеоклип
Премьера аккомпанирующего клипа сингла «Social Path» состоялась 30 августа 2023 года, в тот же день, что и выпуск сингла. В клипе, снятом в Сеуле, Республика Корея, участники Stray Kids противостоят урагану и толпе людей в бумажных масках, а LiSA поёт на воздушной сцене.

## Живые выступления
Stray Kids выступили с песней «Social Path» 16 августа на шоу в Фукуоке в рамках тура «5-Star Dome Tour». Группа и LiSA исполнили песню вместе на телевизионном шоу «Venue 101 Presents Stray Kids 5-Star Live» 23 сентября и «Music Station Super Live 2023» 22 декабря, вместе с синглом «S-Class». LiSA исполнила «Social Path» на концерте в Сеуле в рамках тура «Lisa Live Is Smile Always Asia Tour» 20 июля 2024 года.

## Упоминания в средствах массовой информации
«Social Path» был выбран темой спортивной программы «Abema Sports Time» в октябре 2023 года.

## Аккредитации
| Церемония              | Год  | Награда               | Итог      | Источник |
| ---------------------- | ---- | --------------------- | --------- | -------- |
| Asian Pop Music Awards | 2023 | «Лучшая коллаборация» | Номинация | [ 14 ]   |

## Чарты
| Чарт (2023)                                                 | Высшая позиция |
| ----------------------------------------------------------- | -------------- |
| Новая Зеландия (RMNZ Hot Singles)                           | 29             |
| Республика Корея (Circle Download Chart) · Корейская версия | 23             |
| Япония (Japan Hot 100)                                      | 27             |
| Япония (Oricon Combined Singles Chart)                      | 27             |

### Комментарии
1. ↑  Social Path / Super Bowl заявляется как «первый мини-альбом группы в Японии», несмотря на наличие двух предыдущих изданий All In (2020) и Circus (2022), официально классифицированных как «мини-альбом».